# Melissa Peterman

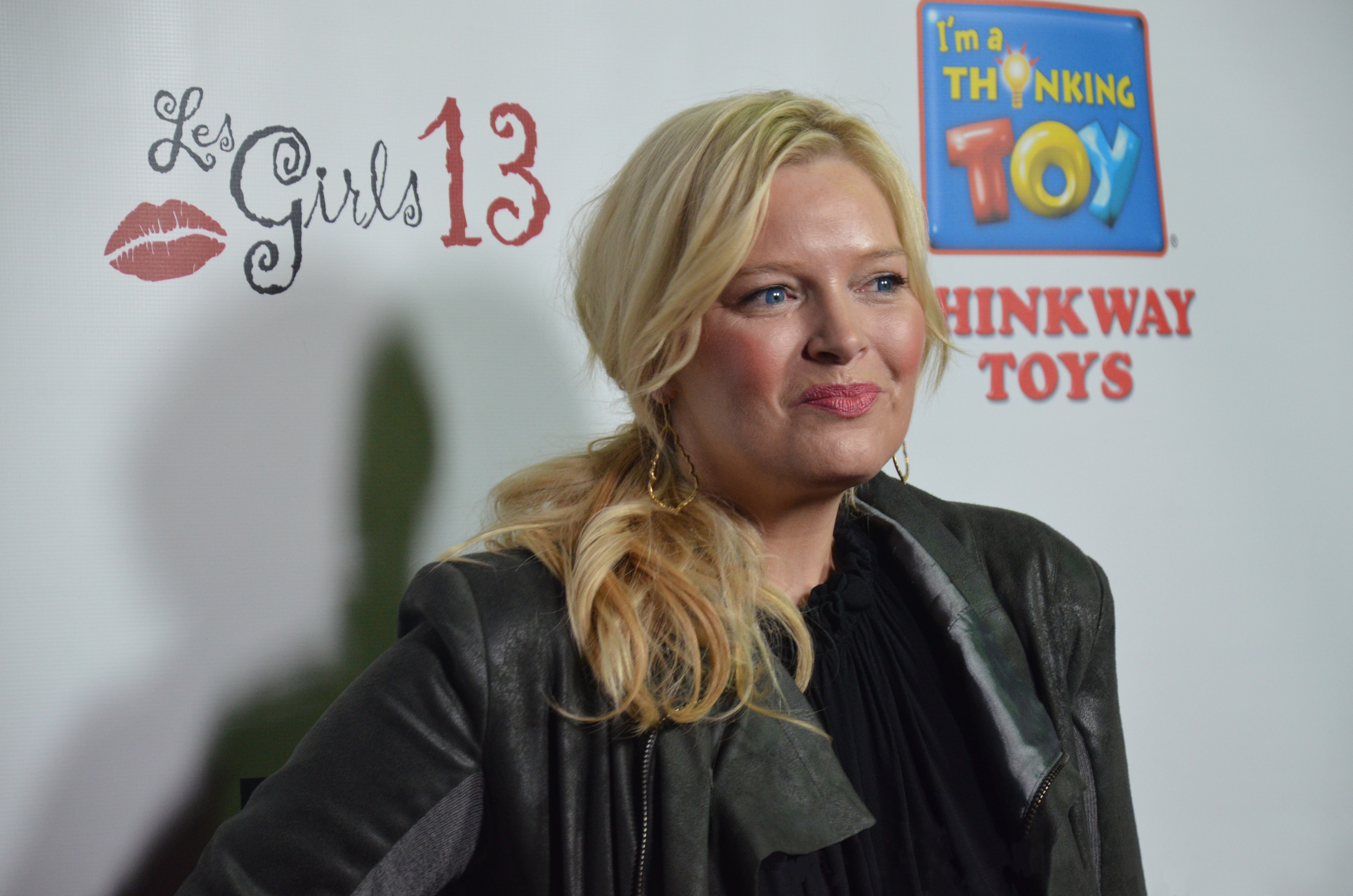
Peterman im Oktober 2013

Melissa Margaret Peterman (* 1. Juli 1971 in Minneapolis, Minnesota) ist eine US-amerikanische Schauspielerin, die vor allem durch ihre Rolle als Barbara Jean in der Serie Reba bekannt geworden ist. Melissa Peterman debütierte als Filmschauspielerin 1996 in Fargo, einem Film der Coen-Brüder. Von 2012 bis 2017 spielte sie in der Serie Baby Daddy mit.
Seit 1999 ist sie mit John Brady verheiratet. Die beiden haben einen Sohn.

## Filmografie (Auswahl)
- 1996: Fargo
- 2001: So High
- 2001–2007: Reba (Fernsehserie, 114 Episoden)
- 2006: Neds ultimativer Schulwahnsinn (Ned’s Declassified School Survival Guide, Fernsehserie, Episode 2x19)
- 2009: Rita Rockt (Rita Rocks, Fernsehserie, 5 Episoden)
- 2012: Das Schwergewicht (Here Comes the Boom)
- 2012: Retired at 35 (Fernsehserie, Episode 2x09)
- 2012–2017: Baby Daddy (Fernsehserie, 100 Episoden)
- 2018–2024: Young Sheldon (Fernsehserie)
- 2019–2020: Last Man Standing (Fernsehserie, 2 Episoden)
- 2019–2020: Sydney to the Max (Fernsehserie, 3 Episoden)
- 2022: Haul out the Holly (Fernsehfilm)
- 2023: The Hammer
- 2023: Haul out the Holly – Lit Up (Fernsehfilm)